# Seven de Hong Kong 2013
El Seven de Hong Kong 2013 fue el sexto torneo de la Serie Mundial de Seven de la IRB 2012-13. Se celebró los días 22, 23 y 24 de marzo de 2013 en el Hong Kong Stadium en Hong Kong. 16 selecciones tomarán parte del campeonato principal. Además de los 15 selecciones principales del circuito, Hong Kong fue designado por la IRB como equipo invitado al torneo. Por otra parte, 12 equipos disputarán el preclasificatorio a la Serie Mundial de Rugby 7 2013-14.

## Formato
Los 16 equipos del campeonato principal son distribuidos en cuatro grupos de cuatro equipos cada uno. Cada equipo juega una vez contra cada equipo de su grupo. Los dos mejores equipos de cada grupo avanzan al cuadro Copa / Plata. Mientras que los dos últimos equipos de cada grupo van al cuadro Bowl / Shield.

## Fase de grupos

### Grupo A
| Equipo    | Encuentros | Encuentros | Encuentros | Encuentros | Tantos  | Tantos    | Tantos     | Puntos |
| Equipo    | jugados    | ganados    | empatados  | perdidos   | a favor | en contra | diferencia | Puntos |
| --------- | ---------- | ---------- | ---------- | ---------- | ------- | --------- | ---------- | ------ |
| Gales     | 3          | 2          | 0          | 1          | 38      | 59        | −21        | 7      |
| Australia | 3          | 2          | 0          | 1          | 47      | 36        | +11        | 7      |
| Argentina | 3          | 1          | 0          | 2          | 40      | 31        | +9         | 5      |
| Sudáfrica | 3          | 1          | 0          | 2          | 43      | 42        | +1         | 5      |

Nota: Se otorgan 3 puntos al equipo que gane un partido, 2 al que empate y 1 al que pierda

### Grupo B
| Equipo         | Encuentros | Encuentros | Encuentros | Encuentros | Tantos  | Tantos    | Tantos     | Puntos |
| Equipo         | jugados    | ganados    | empatados  | perdidos   | a favor | en contra | diferencia | Puntos |
| -------------- | ---------- | ---------- | ---------- | ---------- | ------- | --------- | ---------- | ------ |
| Nueva Zelanda  | 3          | 3          | 0          | 0          | 88      | 31        | +57        | 9      |
| Kenia          | 3          | 2          | 0          | 1          | 43      | 62        | −19        | 7      |
| Francia        | 3          | 1          | 0          | 2          | 50      | 71        | −21        | 5      |
| Estados Unidos | 3          | 0          | 0          | 3          | 45      | 62        | −17        | 3      |

### Grupo C
| Equipo     | Encuentros | Encuentros | Encuentros | Encuentros | Tantos  | Tantos    | Tantos     | Puntos |
| Equipo     | jugados    | ganados    | empatados  | perdidos   | a favor | en contra | diferencia | Puntos |
| ---------- | ---------- | ---------- | ---------- | ---------- | ------- | --------- | ---------- | ------ |
| Portugal   | 3          | 2          | 0          | 1          | 48      | 53        | −5         | 7      |
| Samoa      | 3          | 1          | 1          | 1          | 50      | 33        | +17        | 6      |
| Escocia    | 3          | 1          | 1          | 1          | 47      | 44        | +3         | 6      |
| Inglaterra | 3          | 1          | 0          | 2          | 34      | 49        | −15        | 5      |

### Grupo D
| Equipo    | Encuentros | Encuentros | Encuentros | Encuentros | Tantos  | Tantos    | Tantos     | Puntos |
| Equipo    | jugados    | ganados    | empatados  | perdidos   | a favor | en contra | diferencia | Puntos |
| --------- | ---------- | ---------- | ---------- | ---------- | ------- | --------- | ---------- | ------ |
| Fiyi      | 3          | 3          | 0          | 0          | 84      | 17        | +67        | 9      |
| Canadá    | 3          | 2          | 0          | 1          | 50      | 45        | +5         | 7      |
| España    | 3          | 1          | 0          | 2          | 47      | 67        | −20        | 5      |
| Hong Kong | 3          | 0          | 0          | 3          | 26      | 78        | −52        | 3      |

## Fase Final

### Cuartos de final
| 24 de marzo | Gales | 28 - 14 | Canadá |  |  |

| 24 de marzo | Portugal | 12 - 15 | Kenia |  |  |

| 24 de marzo | Fiyi | 29 - 5 | Australia |  |  |

| 24 de marzo | Nueva Zelanda | 21 - 14 | Samoa |  |  |

### Semifinal
| 24 de marzo | Gales | 19 - 0 | Kenia |  |  |

| 24 de marzo | Fiyi | 33 - 14 | Nueva Zelanda |  |  |

### Final
| 24 de marzo | Gales | 19 - 26 | Fiyi |  |  |

| Bandera de Fiyi        |
| Campeón Fiyi           |
| 2º título del circuito |

## Pre clasificatorio Serie Mundial 2013-14
- Los semifinalistas disputarán el clasificatorio en el Seven de Londres 2013.

### Grupo E
| Equipo       | Encuentros | Encuentros | Encuentros | Encuentros | Tantos  | Tantos    | Tantos     | Puntos |
| Equipo       | jugados    | ganados    | empatados  | perdidos   | a favor | en contra | diferencia | Puntos |
| ------------ | ---------- | ---------- | ---------- | ---------- | ------- | --------- | ---------- | ------ |
| Tonga        | 3          | 3          | 0          | 0          | 78      | 12        | +66        | 9      |
| Túnez        | 3          | 1          | 0          | 2          | 48      | 45        | +2         | 5      |
| Uruguay      | 3          | 1          | 0          | 2          | 29      | 50        | −21        | 5      |
| China Taipéi | 3          | 1          | 0          | 2          | 38      | 86        | −48        | 5      |

### Grupo F
| Equipo  | Encuentros | Encuentros | Encuentros | Encuentros | Tantos  | Tantos    | Tantos     | Puntos |
| Equipo  | jugados    | ganados    | empatados  | perdidos   | a favor | en contra | diferencia | Puntos |
| ------- | ---------- | ---------- | ---------- | ---------- | ------- | --------- | ---------- | ------ |
| Japón   | 3          | 3          | 0          | 0          | 86      | 17        | +69        | 9      |
| Brasil  | 3          | 1          | 1          | 1          | 60      | 41        | +19        | 6      |
| Georgia | 3          | 1          | 1          | 1          | 53      | 62        | −9         | 6      |
| Jamaica | 3          | 0          | 0          | 3          | 22      | 101       | −79        | 3      |

### Grupo G
| Equipo     | Encuentros | Encuentros | Encuentros | Encuentros | Tantos  | Tantos    | Tantos     | Puntos |
| Equipo     | jugados    | ganados    | empatados  | perdidos   | a favor | en contra | diferencia | Puntos |
| ---------- | ---------- | ---------- | ---------- | ---------- | ------- | --------- | ---------- | ------ |
| Rusia      | 3          | 3          | 0          | 0          | 95      | 22        | +73        | 9      |
| Zimbabue   | 3          | 2          | 0          | 1          | 68      | 21        | +47        | 7      |
| Islas Cook | 3          | 1          | 0          | 2          | 39      | 82        | −43        | 5      |
| México     | 3          | 0          | 0          | 3          | 15      | 92        | −77        | 3      |

### Cuartos de final
| 24 de marzo | Rusia | 26 - 12 | Uruguay |  |  |

| 24 de marzo | Zimbabue | 21 - 7 | Brasil |  |  |

| 24 de marzo | Tonga | 12 - 5 | Túnez |  |  |

| 24 de marzo | Japón | 0 - 17 | Georgia |  |  |

### Semifinal
| 24 de marzo | Rusia | 5 - 19 | Zimbabue |  |  |

| 24 de marzo | Tonga | 19 - 7 | Georgia |  |  |

- Zimbabue,  Tonga,  Georgia y  Rusia, disputarán el Seven de Londres 2013.

### Final
| 24 de marzo | Zimbabue | 22 - 19 | Tonga |  |  |